# Motiv (tv-serie)
 For alternative betydninger, se Motiv. (Se også artikler, som begynder med Motiv)
Motiv er en canadisk politi proceduremæssige drama tv-serie, der havde premiere på CTV tv-net den 3. februar 2013 umiddelbart efter Super Bowl XLVII.

## Rolleliste
- Kristin Lehman - Detective Angelika Flynn
- Louis Ferreira - Detective Oscar Vega
- Brendan Penny - Detective Brian Lucas
- Lauren Holly - Dr. Betty Rogers
- Cameron Bright - Manny Flynn
- Roger Cross - Staff Sergeant Boyd Bloom
- Valerie Tian - Officer Wendy Sung
- Warren Christie - Sergeant Mark Cross